# フリードリヒ1世 (プファルツ選帝侯)
フリードリヒ1世（Friedrich I., 1425年8月1日 - 1476年12月12日）は、プファルツ選帝侯（在位：1451年 - 1476年）。

## 生涯
ルートヴィヒ3世と2番目の妃マティルデ（メヒティルト）の子。兄ルートヴィヒ4世の死後、甥フィリップの後見人としてプファルツ選帝侯領を治めた。1451年に甥フィリップを養子とし、自身は正式な結婚を放棄した。フリードリヒ1世の越権行為は不法なものあったが、フリードリヒは有能な策士で、バイエルン公ルートヴィヒ9世と同盟しており、神聖ローマ皇帝フリードリヒ3世も追放できなかった。
1462年、バーデン辺境伯カール1世とヴュルテンベルク伯ウルリヒ5世と激突して勝利、領土を一部獲得した。
1476年、死去。

## 子女
1427年にバイエルン公ハインリヒ16世の娘エリーザベトと婚約したが、彼女は1445年にヴュルテンベルク伯ウルリヒ5世と結婚、婚約は解消された。1471年に長年の愛人クララ・トットと結婚したが、貴賎結婚のため、彼女との2人の息子に相続権は無かった。
- フリードリヒ（1461年 - 1474年）
- ルートヴィヒ（1463年 - 1524年） - レーヴェンシュタイン伯。レーヴェンシュタイン＝ヴェルトハイム家の始祖で、子孫にポルトガル王ミゲル1世妃アーデルハイトがいる。